# Raddes boszanger
Raddes boszanger (Phylloscopus schwarzi) is een kleine zangvogel uit de familie van Phylloscopidae. De vogel werd in mei 1858 verzameld tijdens een Russische expeditie door Oost-Siberië en in 1863 door Gustav Radde geldig beschreven. Hij vernoemde de vogel naar de expeditieleider, de astronoom Ludwig Schwarz. Het is een boszanger met een nogal verborgen leefwijze, die broedt in noordoostelijk Azië en overwintert in Zuidoost-Azië.

## Kenmerken
De vogel is 11,5 tot 12,5 cm lang. De vogel lijkt op de fitis (P. trochilus) en nog meer op de bruine boszanger (P. fuscatus), maar is iets steviger en heeft een grotere kop. De poten zijn ook steviger en de snavel is dikker. Een opvallend kenmerk is de donkere oogstreep met daarboven de lichte wenkbrauwstreep, die in de richting van het voorhoofd lichtbruin wordt. De onderstaart dekveren zijn abrikooskleurig.

## Verspreiding en leefgebied
Deze soort broedt in noordoostelijk Azië aan de rand van de taiga in weelderige ondergroei in de buurt van water. De vogel overwintert in Zuidoost-Azië en is een dwaalgast in West-Europa.

## Status
Raddes boszanger heeft een groot verspreidingsgebied en daardoor is de kans op de status kwetsbaar (voor uitsterven) gering. De grootte van de wereldpopulatie is niet gekwantificeerd. Men veronderstelt dat de soort in aantal stabiel is. Om deze redenen staat de soort als niet bedreigd op de Rode Lijst van de IUCN.

### Voorkomen in West-Europa
De vogel is dwaalgast in West-Europa en wordt sinds 1973 jaarlijks waargenomen in het Verenigd Koninkrijk, vooral in het zuidoostelijk deel van het land. De eerste waarneming in Nederland was in 1974 op Texel. Sinds 1996 wordt de vogel bijna jaarlijks waargenomen, vaak in de kuststreek en meestal tussen 30 september en 18 oktober.